# Lago di Tunisi
Il lago di Tunisi (in arabo البحيرة, El Bhayra) è una laguna naturale, situata tra la capitale della Tunisia, Tunisi e il golfo di Tunisi (mar Mediterraneo). Benché il lago copra 37 km², la sua profondità è estremamente ridotta. Questo è il porto naturale di Tunisi.

## Storia
Il collegamento Tunisi-Cartagine era molto importante per i Romani per porre sotto il proprio controllo il fertile entroterra, quindi questi costruirono una diga attraverso il lago. La diga viene usata oggi come autostrada per automobili e treni per collegare Tunisi al porto di La Goulette e alle città costiere di Sidi Bou Said e La Marsa.
La parte nord del lago include l'isola di Chikly, un tempo sede di una roccaforte spagnola; ora è una riserva naturale (dal 1993).